# Yukigassen
Yukigassen (雪合戦) is een sneeuwballengevechtcompetitie in Japan. Er zijn jaarlijks toernooien in Sōbetsu, Hokkaidōo in Japan, Kemijärvi in Finland, Vardø in Noorwegen, Moermansk in Rusland, Mount Buller, Victoria in Australië, Luleå in Zweden, Anchorage in Alaska, Aparan in Armenia, Jasper, Alberta en in Saskatoon, Saskatchewan in Canada.

Hof voor het Japanse sneeuwspel Yukigassen

Het woord komt van het Japanse yuki (sneeuw) en kassen (strijd). Yukigassen betekent dus letterlijk sneeuwstrijd, maar in het Japans is het een algemene term voor 'sneeuwballengevecht'. 

## Spelregels
Yukigassen wordt gespeeld met twee teams van elk zeven spelers. Het spel speelt zich af op een veld en de winnaar wordt bepaald door regels die zijn opgesteld door de Japan Yukigassen Federation. Het is vergelijkbaar met het Capture the flag; spelers zijn af zodra ze met sneeuwballen worden geraakt. De spelers dragen speciale yukigassen-helmen met gezichtsschermen. Het spel wordt gespeeld met een vast aantal sneeuwballen, namelijk negentig stuks, die vooraf worden gemaakt.